# Famille von Brause
 (août 2024).
La famille von Brause (également Brudzewski, von Brause-Brudzewski, von Braussen) est une ancienne famille noble originaire de Poméranie qui s'appelait autrefois Brudzewski et dont la maison ancestrale est Brausendorf dans l'arrondissement de Meseritz.

## Histoire
La famille apparaît pour la première fois dans un document en 1256 avec Jarand Brudzewski, fils de Ladislas. La lignée commence avec Jarand Brudzewski, voïvode d'Inowrocław. Cette famille très ramifiée était fortunée dans la région de Posnanie et, à partir du XVIIe siècle, elle s’établit également en Saxe et en Prusse.

## Armes

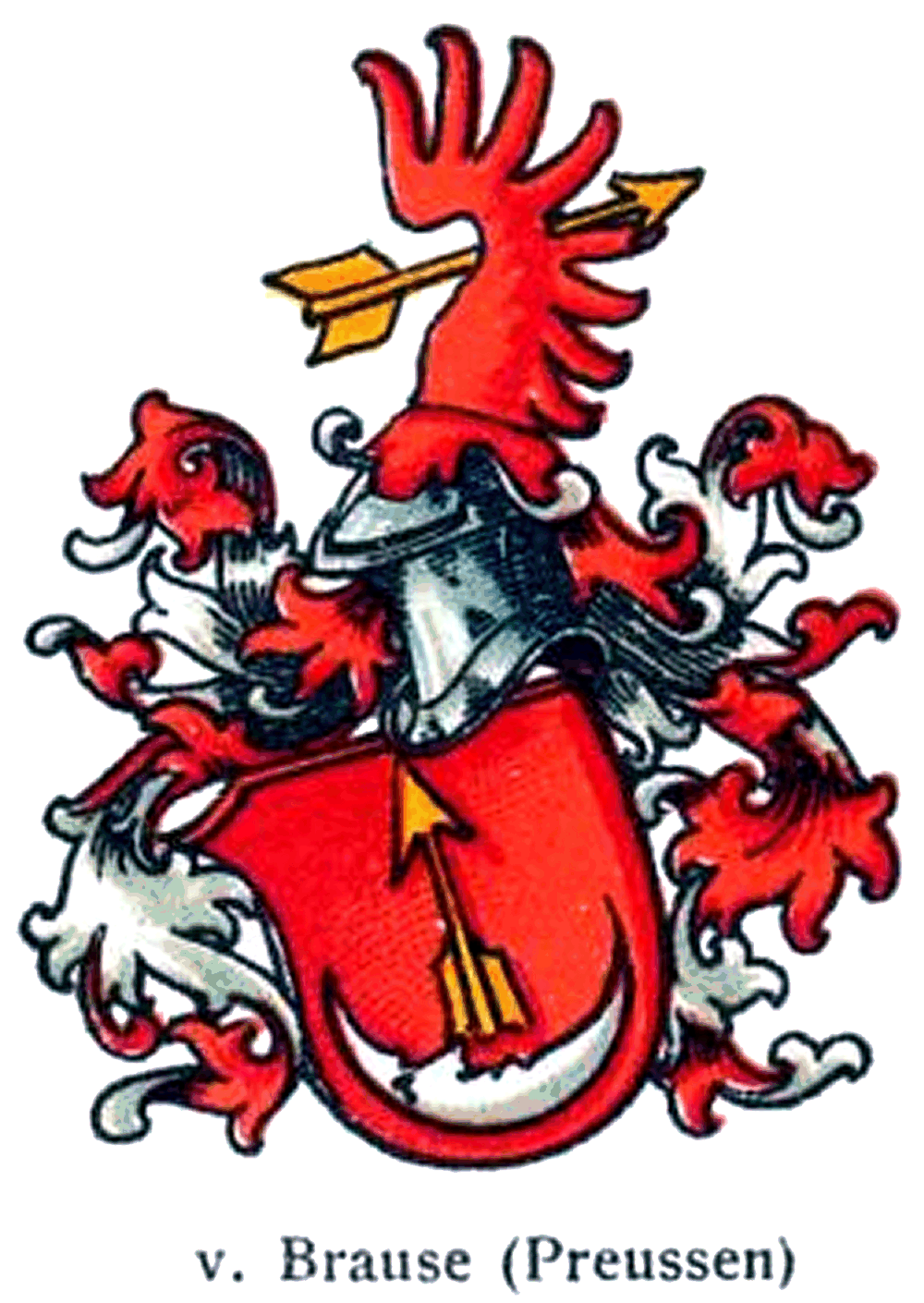
Armoiries de la famille von Brause

Le blason montre un croissant d'argent couché en rouge en dessous, entre les cornes duquel une flèche dorée à plumes est érigée. Sur le casque aux lambrequins rouge et argent un vol rouge percé en diagonale à gauche d'une flèche dorée.

## Personnalités
- Friedrich von Brause (de) (mort en 1704), général de division polono-saxon et commandant de la forteresse de Königstein
- Hans Karl von Brause (1718–1800), général de division de l'électorat de Saxe, commandant de la ville de Leipzig[1]
- Karl Wilhelm von Brause (1723-1801), général de division prussien
- Johann Carl Friedrich von Brause (de) (1729–1792), théologien, surintendant de Bad Liebenwerda et Oschatz
- Johann Friedrich Gottlob von Brause (de) (1763–1820), théologien, surintendant de Freiberg
- Friedrich August Wilhelm von Brause (1769-1836), général d'infanterie prussien
- Johann Georg Emil von Brause (1774–1836), général de division prussien, directeur de l'École générale de guerre
- Hans Karl von Brause (de) (1801-1871), général de division prussien
- Otto von Brause (de) (1842-1918), général de division prussien
- Benno von Brause (1847-1927), général de division allemand
- Hans Adolf von Brause (de) (1847-1928), éducateur
- probablement : Albert Blar, dit Albert de Brudzewo